# Pine Sands
Pine Sands est un hameau (hamlet) du comté de Sturgeon, situé dans la province canadienne d'Alberta.